# بریتین دالتن
بریتین دالتن (انگلیسی: Britain Dalton) بازیگر آمریکایی است. وی از سال ۲۰۰۵ میلادی تاکنون مشغول فعالیت بوده‌است.
از فیلم‌ها یا دیگر آثاری که وی در آن نقش داشته‌است می‌توان به جالوت (۲۰۱۵) و آنچارتد ۴: عاقبت یک دزد (۲۰۱۶) اشاره کرد. در سال ۲۰۱۷ تأیید شد که او نقش فرزند جیک‌سالی و نیتری را در فیلم‌های آواتار ۲ (۲۰۲۲) و آواتار ۳ (۲۰۲۴) ایفا می‌کند.